# Фаренюк Петро Васильович
Фаренюк Петро Васильович - (28.11.1932, село Ластівці Кам'янець-Подільський район - 2006,Кам'янець-Подільський), український, подільський поет, автор збірки віршів і поем «Жива пісня» (Кам'янець-Подільський, 2011).

## ЖИТТЄПИС
Фаренюк Петро Васильович народився 28 листопада 1932 року в селі Ластівці Кам'янець-Подільського району Хмельницька область. Вчився у Ластовецькій початковій школі та у Жванецькій середній. Після закінчення школи - служба в армії. Відслужив чотири роки на Північному військово-морському флоті. Демобілізувавшись, переїхав до Києва. Там закінчив середню школу.
В 1958 році вступив до Кам'янець-Подільського педінституту на історико-філологічний факультет (український відділ), який закінчив у 1963 році.
Працював у школах міста Кам'янця-Подільського, аж поки його ім'я місцеве КДБ не занесло у "чорні списки" за відмову співпрацювати з  ними. І почалось переслідування молодого вчителя і поета. До педагогічної праці його не допустили. Мусив влаштовуватись працювати на завод. 
Відверте цькування Петра Фаренюка розпочалося у 1963 році. У лютому місцева газета "Прапор Жовтня" надрукувала його вірші. Там був рядок, який не сподобався місцевим кадебістам. Поезію сильно розкритикували, поету заборонили друкуватись у пресі, видавати свої твори.
У 1965 і 1970 роках у будинку, де проживав Петро Фаренюк робилися обшуки. Знайдені вірші кадебісти вилучили, автору не повернули. 24 роки поет трудився на заводах Кам'янця-Подільського аж до виходу на пенсію.
Натерпівшись злигоднів від радянської влади, поет радо привітав незалежність України. Одразу примкнув до  Руху, а згодом став одним із фундаторів Кам'янець-Подільського КУНу (Конгресу українських націоналістів). У 2004 році з завзяттям кинувся у вир Помаранчевої революції. Відстоював ідеали української нації у Києві, де, незважаючи на вік і здоров'я днював і ночував у благенькому наметі. Його було представлено до нагородження знаком "Гвардієць революції". Але отримати його він вже не зможе, хіба що посмертно. У 2006 році Петра Фаренюка не стало.

## ТВОРЧІСТЬ
Петро Фаренюк написав понад дві тисячі талановитих віршів, але при житті не видано жодної його книги. Його твори публікувались у обласних газетах "Радянське Поділля", "Прапор юності", у районній - "Прапор Жовтня", у колективних збірках. Вибрані поезії увійшли до книги поетів Кам'янця-Подільського "Грані тисячоліть на струнах слова". До виходу якої поет не дожив один місяць. Аж через п'ять років після смерті Петра Васильовича, в 2011-му, за сприяння депутата обласної ради Олега Демчука та друзів поета вийшла друком єдина збірка віршів та поем Петра Фаренюка "Жива пісня".( упорядник Раїса Мручко, рецензент Мачківський Микола Антонович).

## ТВОРИ
- Фаренюк П. Жива пісня: вірші та поеми (2011)

## ДЖЕРЕЛА
- https://podolyanin.com.ua/culture/literatura/11266/ [2]

- Ластівці (Кам'янець-Подільський район) [3]

- http://onkp.kpnu.edu.ua/article/view/55047[4]

1. ↑  Олег Демчук.
2. ↑  Жива пам'ять.
3. ↑  Ластівці.
4. ↑  Співці подільської землі: Наталя Кащук, Афанасій Коляновський і Петро Фаренюк.